# 100 na 100. Muzyczne dekady wolności
100 na 100. Muzyczne dekady wolności (w wersji ang. 100 for 100. Musical Decades of Freedom) – zestaw muzyczno-publicystyczny typu box set wydany 28 sierpnia 2019 (pewna część utworów dostępna była w serwisach streamingowych wcześniej – już 6 listopada 2018) przez Polskie Wydawnictwo Muzyczne (nr kat. 20898), w wersji polskiej i angielskiej, stanowiący autorską panoramę ostatnich stu lat (1918–2018) w polskiej muzyce poważnej w ramach obchodów stulecia odzyskania niepodległości przez Polskę.
Składa się na niego:
- sto nagrań na 36 płytach CD (61 nowych rejestracji zleconych przez PWM oraz 39 wybranych przez PWM nagrań archiwalnych Polskiego Radia i Polskich Nagrań),
- opracowanie muzykologiczne „Zeszyty dekad” (10 pozycji, informacje z życia i twórczości polskich kompozytorów) oraz
- monografia „100 lat z dziejów polskiej muzyki” autorstwa Danuty Gwizdalanki.

W projekcie wzięło udział ok. 1700 polskich artystów, którzy wykonali utwory 87 kompozytorów polskich XX i XXI w., m.in. zespoły takie jak: Filharmonia Narodowa, Sinfonia Varsovia, NOSPR, Polska Orkiestra Radiowa, Orkiestra Teatru Wielkiego – Opery Narodowej, Sinfonia Iuventus, Orkiestra Aukso, Sinfonietta Cracovia, Camerata Silesia oraz artyści tacy jak: Antoni Wit, Łukasz Borowicz, Jacek Kaspszyk, Marek Moś, Grzegorz Nowak, Marzena Diakun, Szymon Bywalec, Agata Zubel, Olga Pasiecznik, Joanna Freszel czy Tomasz Konieczny.

## Wykaz utworów
1. 1918 – Karol Szymanowski, Pieśni muezina szalonego op. 42
2. 1919 – Kazimierz Sikorski, I Symfonia
3. 1920 – Ludomir Rogowski, Mamidła
4. 1921 – Aleksander Tansman, 7 Preludiów (3 Preludes + 4 Preludes)
5. 1922 – Eugeniusz Morawski, Świtezianka
6. 1923 – Apolinary Szeluto, Pan Tadeusz, suita symfoniczna
7. 1924 – Karol Szymanowski, Król Roger
8. 1925 – Aleksander Tansman, I Koncert fortepianowy
9. 1926 – Karol Szymanowski, Stabat Mater
10. 1927 – Stanisław Wiechowicz, Chmiel
11. 1928 – Roman Maciejewski, 4 Pieśni kurpiowskie
12. 1929 – Tadeusz Szeligowski, Kaziuki
13. 1930 – Michał Kondracki, Mała symfonia góralska „Obrazy na szkle”
14. 1931 – Karol Szymanowski, Harnasie
15. 1932 – Józef Koffler, Koncert fortepianowy
16. 1933 – Feliks Nowowiejski, IX Symfonia organowa
17. 1934 – Bolesław Wallek-Walewski, Wesele śląskie
18. 1935 – Szymon Laks, Suita polska
19. 1936 – Antoni Szałowski, Uwertura
20. 1937 – Ludomir Różycki, Apollo i dziewczyna (balet w 3 aktach)
21. 1938 – Jan Adam Maklakiewicz, Cagliostro w Warszawie
22. 1939 – Roman Padlewski, Stabat Mater
23. 1940 – Władysław Szpilman, Concertino
24. 1941 – Michał Spisak, Concertino
25. 1942 – Andrzej Panufnik, Uwertura tragiczna
26. 1943 – Karol Rathaus, Polonez Symfoniczny
27. 1944 – Konstanty Regamey, Kwintet
28. 1945 – Bolesław Woytowicz, II Symfonia „Warszawska”
29. 1946 – Tadeusz Zygfryd Kassern, Concertino
30. 1947 – Zygmunt Mycielski, Lamento di Tristano
31. 1948 – Zbigniew Turski, II Symfonia „Olimpijska”
32. 1949 – Stefan Kisielewski, Koncert na orkiestrę kameralną
33. 1950 – Artur Malawski, Wierchy
34. 1951 – Tadeusz Baird, Colas Breugnon
35. 1952 – Roman Palester, IV Symfonia
36. 1953 – Grażyna Bacewicz, IV Symfonia
37. 1954 – Roman Haubenstock-Ramati, Recitativo ed aria
38. 1955 – Piotr Perkowski, Nocturne
39. 1956 – Kazimierz Serocki, Sinfonietta
40. 1957 – Tadeusz Machl, Koncert organowy nr 4
41. 1958 – Witold Lutosławski, Muzyka żałobna
42. 1959 – Włodzimierz Kotoński, Etiuda na jedno uderzenie w talerz
43. 1960 – Krzysztof Penderecki, Tren – ofiarom Hiroshimy na 52 instrumenty smyczkowe
44. 1961 – Grażyna Bacewicz, Pensieri notturni
45. 1962 – Bolesław Szabelski, Aforyzmy 9
46. 1963 – Henryk Mikołaj Górecki, Trzy utwory w dawnym stylu
47. 1964 – Bogusław Schaeffer, Symfonia, Muzyka elektroniczna na taśmę
48. 1965 – Krzysztof Penderecki, Pasja wg św. Łukasza
49. 1966 – Tadeusz Baird, Jutro
50. 1967 – Eugeniusz Rudnik, Dixi
51. 1968 – Witold Lutosławski, Livre pour orchestre
52. 1969 – Zygmunt Krauze, Utwór na orkiestrę nr 1
53. 1970 – Andrzej Dobrowolski, Amar. Muzyka na orkiestrę nr 2
54. 1971 – Kazimierz Serocki, Fantasmagoria
55. 1972 – Zbigniew Penherski, Incantationi I
56. 1973 – Juliusz Łuciuk, Miłość Orfeusza
57. 1974 – Barbara Buczek, Anekumena
58. 1975 – Andrzej Krzanowski, Audycja IV
59. 1976 – Henryk Mikołaj Górecki, III Symfonia „Symfonia pieśni żałosnych” op. 36
60. 1977 – Romuald Twardowski, Sequentiae de SS. Patronis Polonis
61. 1978 – Eugeniusz Knapik, Corale, interludio e arie
62. 1979 – Augustyn Bloch, Anenaiki
63. 1980 – Tomasz Sikorski, Struny w ziemi
64. 1981 – Andrzej Panufnik, Sinfonia Votiva
65. 1982 – Bronisław Kazimierz Przybylski, Program "S". Hommage a K. Szymanowski
66. 1983 – Witold Lutosławski, III Symfonia
67. 1984 – Józef Świder, Canon
68. 1985 – Marta Ptaszyńska, Koncert na marimbę i orkiestrę
69. 1986 – Wojciech Kilar, Orawa na kameralną orkiestrę smyczkową
70. 1987 – Witold Szalonek, Inside? – Outside?
71. 1988 – Tadeusz Wielecki, Liczne odnogi rozgałęzionych splotów
72. 1989 – Aleksander Lasoń, Katedra
73. 1990 – Paweł Szymański, Quasi una sinfonietta
74. 1991 – Grażyna Pstrokońska-Nawratil, Le soleil
75. 1992 – Mieczysław Wajnberg, Symfonia kameralna nr 4
76. 1993 – Stanisław Krupowicz, Fin de siecle
77. 1994 – Zbigniew Bargielski, Trigonalia
78. 1995 – Krystyna Moszumańska-Nazar, III Kwartet smyczkowy
79. 1996 – Krzysztof Meyer, Msza
80. 1997 – Rafał Augustyn, Miroirs
81. 1998 – Marek Stachowski, Sinfonietta
82. 1999 – Paweł Łukaszewski, Antyfony
83. 2000 – Elżbieta Sikora, I Koncert fortepianowy „Hommage à Frédéric Chopin”
84. 2001 – Zbigniew Bujarski, Kwartet smyczkowy „Na jesień”
85. 2002 – Andrzej Koszewski, Unitis viribus
86. 2003 – Cezary Duchnowski, monada 3
87. 2004 – Krzysztof Knittel, Męka Pańska według św. Mateusza
88. 2005 – Krzysztof Penderecki, VIII Symfonia „Pieśni przejmijania”
89. 2006 – Jerzy Kornowicz, Zorze IV „Melos-Ethos”
90. 2007 – Lidia Zielińska, Siedem wysp Conrada
91. 2008 – Paweł Mykietyn, Pasja wg św. Marka
92. 2009 – Dariusz Przybylski, Óneiros
93. 2010 – Agata Zubel, Not I
94. 2011 – Jagoda Szmytka, Electrified memories of bloody cherries
95. 2012 – Marcel Chyrzyński, Ukiyo-e
96. 2013 – Andrzej Kwieciński, Canzon de` baci
97. 2014 – Dobromiła Jaskot(inne języki), Slejpnir
98. 2015 – Aleksander Nowak, Naninana
99. 2016 – Marcin Stańczyk, Some drops
100. 2017 – Hanna Kulenty, Concerto Rosso
101. 2018 – Krzysztof Penderecki, Fanfara dla Niepodległej

## Nagrody
Album otrzymał dwa Fryderyki 2020 w kategoriach: Album Roku Muzyka Symfoniczna oraz Najwybitniejsze Nagranie Muzyki Polskiej.